# Doxa
Doxa is een geslacht van vlinders van de familie sikkelmotten (Oecophoridae), uit de onderfamilie Oecophorinae.

## Soorten
- D. sodalis Walsingham, 1912
- D. virginia Busck, 1914